# Eleuterio Maisonnave
Ne doit pas être confondu avec Patrick Maisonnave.
Eleuterio Maisonnave i Cutayar, né à Alicante le 6 septembre 1840 et mort à Madrid le 5 mai 1890, est un homme politique espagnol, membre du parti républicain Posibilista, député, ministre de l'Intérieur au cours de la Première République et Maire d'Alicante.

## Activités politiques
Il a été nommé député au Cortes Generales lors des élections de 1873, puis ministre d'État et de gouvernement dans la Première République. Après le coup d'État de Pavía, il est resté fidèle à Emilio Castelar et devient député à diverses assemblées législatives.
Il a été nommé maire du premier conseil municipal d'Alicante par le suffrage universel masculin.

## Activité en Maçonnerie
Il est devenu franc-maçon en 1876, à 36 ans, dans la Loge Alona (es) nº 44 d'Alicante. Il atteint le grade 33 et son nom symbolique a été Périclès.
Il était Grand Commandeur du Suprême Conseil du 33e degré du rite écossais ancien et accepté.

## Autres activités
De 1856, il a été directeur du journal El Globo à Madrid.
Il a écrit plusieurs études sur la droit commercial.
Il était un fer de lance de l'enseignement libre
Il a fondé la caisse d'épargne de Monte de Piedad de Alicante, actuelle Caja de Ahorros del Mediterraneo (es) (CAM)

## Héritage
En 1890, la municipalité de Alicante décide de renommer la Alameda de San Francisco avec le nom de Eleuterio Masisonnave. D'autres localités d'Alicante telles que San Juan de Alicante (Alicante), Novelda (Alicante) ou Biar (Alicante)ont dédié des rues à Maisonnave.
Au début de l'avenue d'Alicante a été érigée une statue en bronze de Vicente Bañuls (es), posée sur un piédestal réalisé par José Guardiola Picó (es), architecte et maçon. Au milieu des années 1930, la statue a été déménagée sur la place 14 avril, maintenant appelé le Plaza de Calvo Sotelo.